# S-IVB
S-IVB（英語ではエス・フォー・ビーと発音される）は、アメリカ合衆国のアポロ計画で使用されたサターンV 型ロケットの第三段およびサターンIB 型ロケットの第二段である。ダグラス社製造。J-2ロケットエンジンを1基搭載している。月飛行の際には、ロケットを地球周回軌道に投入する時と、月軌道に投入する時の二回に分けてエンジンを噴射する。

## 開発の経緯
S-IVB はサターンI 型ロケットの第二段S-IV の発展型として開発された。液体水素を燃料とするS-IV は、当時計画されていたC-4型ロケットの第四段として使用される予定だったため、S-IV（S-4）と命名された。
製造契約については1960年2月29日の期限までに11の企業が名乗りを上げ、4月19日、NASAの事務官T.キース・グレナンはダグラスを指名することに決定した。対抗馬としてコンベア社も有力視されていたが、同社はすでにセントール・ロケットを開発しており、液体水素燃料ロケットの市場を一社に独占させることは好ましくないとグレナンは判断したのである。
マーシャル宇宙飛行センターは有人月飛行用ロケットのデザインを、最上段にRL-10エンジン6基を搭載したS-IV ではなく、J-2エンジン1基を搭載した改良型のS-IVB を使用する、三段式ロケットC-5（後にサターンV と命名される）案にすることを最終的に決定した。ダグラスが契約を獲得したのは、S-IV とS-IVB の間に共通点があったからである。またこの時、アポロ宇宙船の地球周回軌道上での試験飛行を行なうための、第二段にS-IVB を使用した一回り小さなC-IB（サターンIB）ロケットを開発することも決定された。
ダグラスはS-IVB について、200型と500型という二種類のモデルを提示した。200型はサターンIB で使用されるもので、500型との違いは下部にスカート状の接続リングを持たないことと（サターンV で使用される500型は、直径の違うS-II に接続するため、スカート型のリングが必要だった）、宇宙空間でエンジンを再点火する必要がないので、タンクを加圧するヘリウムの量を減らしたことであった。200型はまた、発射時に燃焼を終えた第一段から機体を分離させるための固体燃料ロケットを3基搭載している（500は2基）。また500型は無重力状態でエンジンを再点火する際、燃料をタンクの底に押しつけるための微少推力発生装置を搭載しているが、200型にはそれがない。

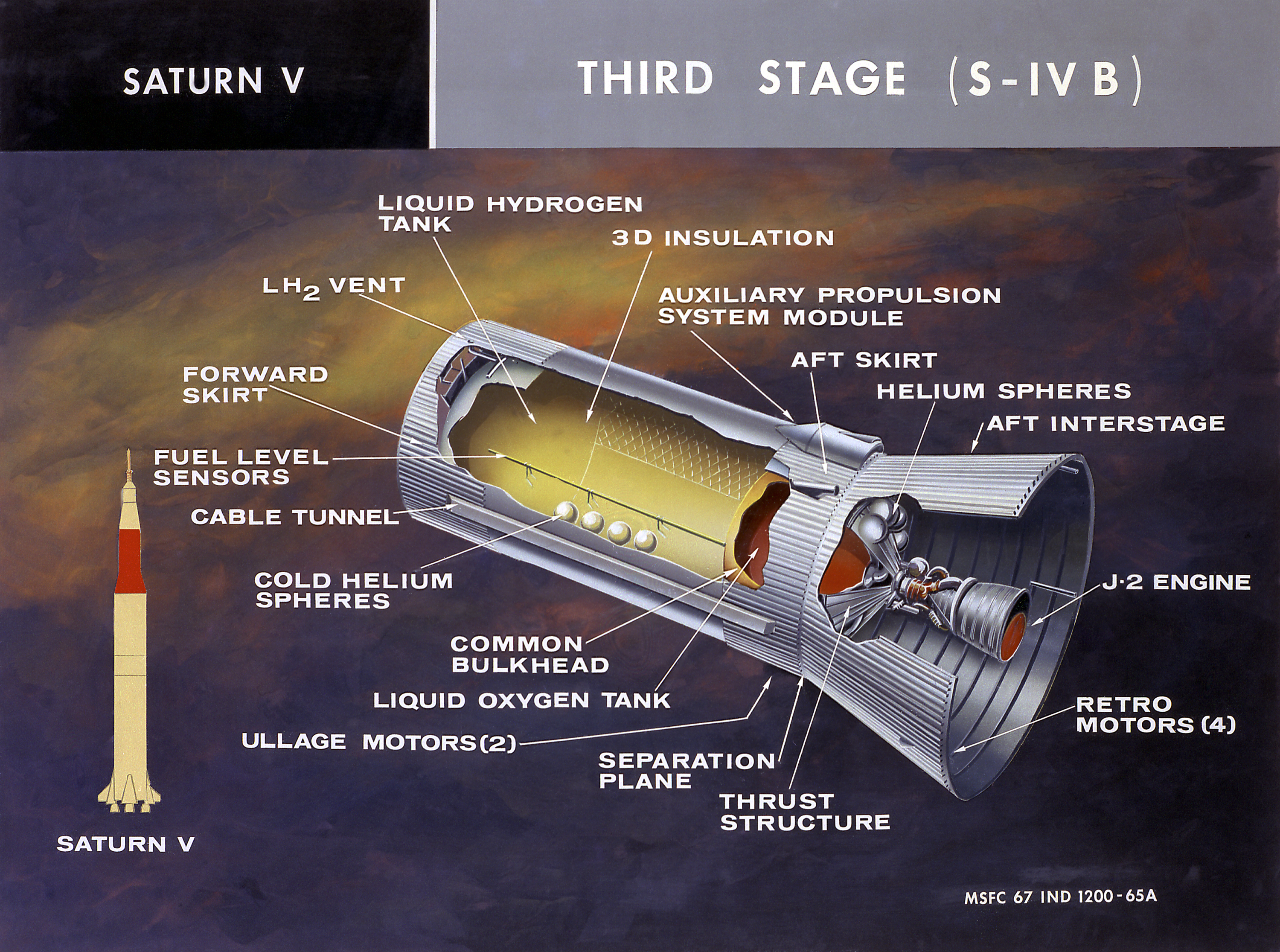
S-IVB図解（500型）

S-IVB は73,280リットル（87,200kg）の液体酸素と、252,750リットル（18,000kg）の液体水素を搭載する。
スカイラブ計画では、未使用の機体がアメリカ初の宇宙ステーションに改造された。
アポロ13、14、15、16、17号では月の内部構造を探るために、ヒューストンの管制センターはS-IVB を月面に激突させ、人工地震を発生させた。
NASAの次期大型ロケットアレスI の第二段「地球脱出ロケット（Earth Departure Stage, EDS）」は、いくつかの点でS-IVB の特徴を受け継いでいる。両者ともJ-2（EDSは改良型のJ-2X）エンジンを使用し、500型がそうであったように、まず地球周回軌道に乗るために一回目の噴射をし、月軌道に乗るために宇宙空間で二回目の噴射をする事である。

### 内部断熱材
極めて珍しいことに、S-IVBは液体水素タンクの内部に断熱材を内張りしている。スペースシャトル外部燃料タンクやH-IIロケット、セントールロケットなど多くの液体水素ロケットはタンクの外に断熱材を外張りしていて、外観からもむき出しのオレンジ色の断熱材を見て取れる。
製造を委託されたダグラス社は、外張り方式の断熱材に次のような懸念を持った。
- アルミニウム製タンクの熱応力による変形
- 極低温下での接着剤の信頼性
- 脆い発泡断熱材が損傷する恐れ（これは後にコロンビア号空中分解事故で現実のものとなった）
- 断熱材の隙間で空気が液化する恐れ（サターンVの2段目であるS-IIでは初期型ではヘリウムパージで、後期型ではスプレー式断熱材で隙間を塞ぐことで対応している[3]）

断熱材はグラスファイバーとポリウレタンの複合材であり、断熱のおかげでアルミニウム製タンクと断熱材の間の接着には既存の接着材を利用できた。

## 製造記録
| 200型             | 200型                                              | 200型                                              | 200型                                                                                |
| シリアル ナンバー | 使用目的                                           | 発射日                                             | 現在の状態                                                                           |
| ----------------- | -------------------------------------------------- | -------------------------------------------------- | ------------------------------------------------------------------------------------ |
| S-IVB-S           | 実験台試験に使用                                   | 実験台試験に使用                                   |                                                                                      |
| S-IVB-F           | 施設試験に使用                                     | 施設試験に使用                                     |                                                                                      |
| S-IVB-D           | 1965年、マーシャル宇宙飛行センターで構造試験に使用 | 1965年、マーシャル宇宙飛行センターで構造試験に使用 | アラバマ州ハンツビルの合衆国宇宙ロケットセンター(U.S. Space & Rocket Center)に展示中 |
| S-IVB-T           | 1964年12月製造キャンセル                           | 1964年12月製造キャンセル                           |                                                                                      |
| S-IVB-201         | アポロAS-201                                       | 1966年2月26日                                      |                                                                                      |
| S-IVB-202         | アポロAS-202                                       | 1966年8月25日                                      |                                                                                      |
| S-IVB-203         | アポロAS-203                                       | 1966年7月5日                                       |                                                                                      |
| S-IVB-204         | アポロ5号                                          | 1968年1月22日                                      |                                                                                      |
| S-IVB-205         | アポロ7号                                          | 1968年10月11日                                     |                                                                                      |
| S-IVB-206         | スカイラブ2号                                      | 1973年5月25日                                      |                                                                                      |
| S-IVB-207         | スカイラブ3号                                      | 1973年7月28日                                      |                                                                                      |
| S-IVB-208         | スカイラブ4号                                      | 1973年11月16日                                     |                                                                                      |
| S-IVB-209         | スカイラブレスキュー用                             | スカイラブレスキュー用                             | ケネディ宇宙センターに展示中                                                         |
| S-IVB-210         | アポロ・ソユーズテスト計画                         | 1975年7月15日                                      |                                                                                      |
| S-IVB-211         | 未使用                                             | 未使用                                             | アラバマ州ハンツビル合衆国宇宙ロケットセンター(U.S. Space & Rocket Center)に展示中   |
| S-IVB-212         | スカイラブに改造                                   | 1973年5月14日                                      |                                                                                      |
| 500型             |                                                    |                                                    |                                                                                      |
| シリアルナンバー  | 使用目的                                           | 発射日                                             | 現在の状態                                                                           |
| S-IVB-501         | アポロ4号                                          | 1967年11月9日                                      |                                                                                      |
| S-IVB-502         | アポロ6号                                          | 1968年4月4日                                       |                                                                                      |
| S-IVB-503         | 試験中に破壊                                       | 試験中に破壊                                       |                                                                                      |
| S-IVB-503N        | アポロ8号                                          | 1968年12月21日                                     | 太陽周回軌道                                                                         |
| S-IVB-504         | アポロ9号                                          | 1969年3月3日                                       | 太陽周回軌道                                                                         |
| S-IVB-505         | アポロ10号                                         | 1969年5月18日                                      | 太陽周回軌道                                                                         |
| S-IVB-506         | アポロ11号                                         | 1969年7月16日                                      | 太陽周回軌道                                                                         |
| S-IVB-507         | アポロ12号                                         | 1969年11月14日                                     | 太陽周回軌道：2002年に再発見。再発見時に小惑星と間違えられJ002E3と命名された         |
| S-IVB-508         | アポロ13号                                         | 1970年4月11日                                      | 月面に激突                                                                           |
| S-IVB-509         | アポロ14号                                         | 1971年1月31日                                      | 月面に激突                                                                           |
| S-IVB-510         | アポロ15号                                         | 1971年7月26日                                      | 月面に激突                                                                           |
| S-IVB-511         | アポロ16号                                         | 1972年4月16日                                      | 月面に激突                                                                           |
| S-IVB-512         | アポロ17号                                         | 1972年12月7日                                      | 月面に激突                                                                           |
| S-IVB-513         | アポロ18号（計画キャンセル）                       |                                                    | ジョンソン宇宙センターに展示中                                                       |
| S-IVB-514         | 未使用                                             | 未使用                                             | ケネディ宇宙センターに展示中                                                         |
| S-IVB-515         | スカイラブバックアップ用に改造                     | スカイラブバックアップ用に改造                     | 国立航空宇宙博物館に展示中                                                           |